# جوبوجی، ایواته
جوبوجی، ایواته (به لاتین: Jōbōji) یک منطقهٔ مسکونی در ژاپن است که در ناحیه توهوکو واقع شده‌است. جوبوجی ۴٬۹۵۹ نفر جمعیت دارد.